# Didymocantha picta
Didymocantha picta là một loài bọ cánh cứng trong họ Cerambycidae.